# دافنا کاستنر
دافنا کاستنر (انگلیسی: Daphna Kastner؛ زادهٔ ۱۷ آوریل ۱۹۶۱) یک هنرپیشه اهل کانادا است.
وی از سال ۱۹۸۳ میلادی تاکنون مشغول فعالیت بوده‌است.او در فیلم ونیز/ونیز بازی کرده است.